# هوریتو پولتر
هوریتو پولتر (انگلیسی: Horatio Poulter; ۲۹ اکتبر ۱۸۷۷ – ۳۰ اوت ۱۹۶۳) ورزشکار ورزش تیراندازی اهل بریتانیا بود.
وی در مسابقات کشوری و بین‌المللی در مجموع برندهٔ ۲ مدال برنز شده‌است.